# Хлорид аммония-магния
Хлорид аммония-магния — неорганическое соединение,
двойная соль магния, аммония и соляной кислоты с формулой MgNH4Cl3,
бесцветные кристаллы,
растворяется в воде,
образует кристаллогидраты.

## Получение
- Раствор хлорида аммония растворяет оксид магния:

{\displaystyle {\mathsf {MgO+3NH_{4}Cl\ {\xrightarrow {}}\ MgNH_{4}Cl_{3}+2NH_{3}+H_{2}O}}}

## Физические свойства
Хлорид аммония-магния образует бесцветные кристаллы.
Растворяется в воде.
Образует кристаллогидраты состава MgNH4Cl3•6H2O.